# فيرست ناشيونال
فيرست ناشيونال شركة إنتاج وتوزيع أفلام أمريكية. تأسست في عام 1917 باسم دارة عارضي فيرست ناشيونال المتحدة، وهي رابطة أصحاب المسرح المستقلين في الولايات المتحدة، وأصبحت أكبر سلسلة مسارح في البلاد. توسعت من عارضة للأفلام إلى توزيعها، تم إعادة دمجها في عام 1919 باسم اتحاد مسارح فيرست ناشيونال المحدودة واتحاد أفلام فيرست ناشيونال المحدودة. وفي عام 1924 توسعت لتصبح شركة إنتاج الصور المتحركة باسم أفلام فيرست ناشيونال، وأصبحت أهم استوديو في صناعة السينما. في سبتمبر 1928، أنتقلت سيطرة فيرست ناشيونال إلى وارنر برذرز، والتي هيمنت عليها تماما في 4 نوفمبر 1929. وهناك عدد من أفلام وارنر برذرز حمل العلامة التجارية لفيرست ناشيونال حتى عام 1936، عندما أنحلت فيرست ناشيونال.

## وصلات خارجية
- فيرست ناشيونال على موقع IMDb (الإنجليزية)
- فيرست ناشيونال على موقع IMDb (الإنجليزية)
- فيرست ناشيونال على موقع الموسوعة البريطانية (الإنجليزية)
- فيرست ناشيونال في قاعدة بيانات الأفلام على الإنترنت
- Warner Bros. Archives at the كلية جامعة جنوب كاليفورنيا للفنون السينمائية  [لغات أخرى]‏
- The Lost Films of First National Pictures — in Lost Film Files by Arne Andersen.